# El experimento
El experimento fue un reality show producido por Televisión Nacional de Chile (TVN), estrenado el 18 de octubre de 2011. Su principal característica era que su transmisión se realizaba las 24 horas del día a través de internet. El objetivo del reality era encontrar a un nuevo rostro de televisión.
Los 18 postulantes se sometieron a diversas pruebas que medían sus talentos con mecanismos "extremos", bajo la conducción de Sebastián Jiménez y la coconducción de Isabel Fernández. Las filmaciones se realizaban desde el estudio 8 de Televisión Nacional de Chile. El reality se transmitía de lunes a viernes desde las 00:15 horas y en línea las 24 horas del día.
Dados los malos resultados del programa, TVN decidió cancelar El experimento el 7 de noviembre de 2011, y despidió a su productor, Nicolás Quesille y a su director, Cristián Mason.

## Producción

### Casting
El casting para definir a los dieciocho integrantes de la experiencia comenzó en el Bar 89 de la comuna de La Florida, y luego en varias discotecas a nivel nacional.

### Promoción
El comercial del programa se trataba de una fiesta de jóvenes, protagonizado por un hombre, donde todas las personas se mostraban de espaldas y caían al suelo, quedando el chico de pie al frente de una joven, que es la última en caer al piso, y luego aparece Julián Elfenbein eligiéndolo para participar en el reality, con música de fondo de Taio Cruz y su canción Dynamite.

## Equipo

### Jurado
El jurado estaba compuesto de tres profesionales de la televisión chilena que debían evaluar las pruebas de cada uno de los integrantes del programa para nominar y elegir cuál pasaría a la etapa de eliminación. además, estaban en vivo desde el programa evaluando las pruebas.
| Nombre           | Profesión | Nacionalidad              |
| ---------------- | --- | ------------------------- |
| Ricarte Soto (†) | Periodista especializado en espectáculos, se caracteriza por su aguda opinión y disciplina analítica de eventos televisivos, radiales y escritos. Ha participado como comentarista en el matinal “Buenos días a todos” y como jurado en “Estrellas sobre hielo”, de Televisión Nacional de Chile. | Bandera de Chile          |
| Tanza Varela     | Actriz, opinóloga, ex chica reality y locutora radial. Destacada por sus nominaciones a distintos galardones como revelación juvenil. | Bandera de Chile          |
| Álvaro Escobar   | Actor de cine, teatro y televisión, locutor radial y ex diputado. Ha destacado por sus interpretaciones en teleseries de gran éxito de Televisión Nacional de Chile como "Aquelarre", "Témpano" y "Esperanza", entre otras.                                                                       | Bandera de Estados Unidos |

### Monitores
Los monitores están compuestos por tres profesionales de la televisión chilena, la cual deberán ayudar a los participantes y guiar por cada presentación artística que ellos tendrán que presentar para no ser nominados por el jurado y eliminados por el público.
- Francini Amaral - Bailarina brasileña radicada en Chile, ha participado en programas de televisión como concursante y jurado gracias a su amplio conocimiento del baile contemporáneo. Participó en programas como "Rojo fama contrafama", "El baile en TVN" y el reality show "Pelótón".
- Roberto Poblete - Es un actor chileno destacado por su amplia trayectoria teatral, cinematográfica y televisiva con más de 20 teleseries en distintos canales. Ha ejercido como docente en distintas universidades, actualmente en Uniacc.
- Marisol Gálvez - Monitora de look, diseño y vestuario.

Invitados especiales
- May Schuster - Cantante chilena, hermana del cantante Augusto Schuster.
- Patricio Sotomayor - Periodista y notero chileno de televisión.

## Participantes
| Participante                                                                                      | Edad | Situación actual                          | Resultado anterior               | Estadía |
| ------------------------------------------------------------------------------------------------- | ---- | ----------------------------------------- | -------------------------------- | ------- |
| Bastián Valencia Estudiante de Ingeniería en Control de gestión / Promotor.                       | 19   | Experimento Cancelado                     |                                  | 21 días |
| Camila Vega Estudiante de Derecho.                                                                | 23   | Experimento Cancelado                     |                                  | 21 días |
| Catalina Leiva Estudiante de Relaciones públicas en Bilingüe.                                     | 23   | Experimento Cancelado                     |                                  | 21 días |
| Claudia Petrucelli Estudiante de Ingeniería comercial / Patinadora.                               | 20   | Experimento Cancelado                     |                                  | 21 días |
| Erick Calderón Estudiante de Prevención de riesgos laborales / Músico.                            | 21   | Experimento Cancelado                     |                                  | 21 días |
| Felipe Matamala Estudiante de Ingeniería en Administración de Empresas / Exparticipante de Yingo. | 21   | Experimento Cancelado                     |                                  | 8 días  |
| Ignacio Gallego Estudiante de Música y Sonido.                                                    | 20   | Experimento Cancelado                     |                                  | 21 días |
| Ivana Llanos Licenciada en Comunicación social / Actriz.                                          | 21   | Experimento Cancelado                     |                                  | 21 días |
| Javier Fernández Administrador de Artes culinarias / Actor.                                       | 20   | Experimento Cancelado                     |                                  | 21 días |
| Liandro Rodríguez Diseñador gráfico.                                                              | 20   | Experimento Cancelado                     |                                  | 21 días |
| Luis Bisonó Estudiante de Producción de eventos / Baloncestista / Modelo.                         | 20   | Experimento Cancelado                     |                                  | 21 días |
| María José Navarrete Estudiante de Periodismo / Promotora.                                        | 19   | Experimento Cancelado                     | 1.ª eliminada Por sus compañeros | 9 días  |
| Maricarmen Malo Actriz / Exparticipante de Calle 7                                                | 23   | Experimento Cancelado                     |                                  | 21 días |
| Muriel Martín Estudiante de Teatro y Comunicación escénica.                                       | 20   | Experimento Cancelado                     |                                  | 21 días |
| Pamela Gutiérrez Estudiante de Comunicación.                                                      | 20   | Experimento Cancelado                     |                                  | 8 días  |
| Patricio Lara Músico.                                                                             | 20   | Experimento Cancelado                     |                                  | 8 días  |
| Ritha Pino Contadora / Modelo                                                                     | 20   | Experimento Cancelado                     |                                  | 21 días |
| Sebastián Espinoza Bartender / Modelo Publicitario / Surfista.                                    | 21   | Experimento Cancelado                     |                                  | 21 días |
| Josefa Romero Estudiante de Ilustración / Diseñadora.                                             | 20   | 3.ª eliminada de Por Decisión del público |                                  | 11 días |
| Juan Felipe Ulloa Estudiante de Teatro.                                                           | 21   | 2.º eliminado de Por Decisión del público |                                  | 4 días  |
| Andrés Vidal Estudiante de Comunicación.                                                          | 20   | Expulsado Infiltrado de producción        |                                  | 3 días  |

Notas
1. ↑  Después de haber sido eliminada el día 3, María José reingresa el día 13, en reemplazo de Andrés.

     Participante mujer.
     Participante varón.

## Progreso Participantes
| Bastián     | Salvado   | Salvado   | Riesgo    | Salvado  | Cancelado |
| Camila      | Salvada   | Salvada   | Salvada   | Salvada  | Cancelado |
| Catalina    | Salvada   | Salvada   | Nominada  | Salvada  | Cancelado |
| Claudia     | Salvada   | Salvada   | Salvada   | Nominada | Cancelado |
| Erick       | Salvado   | Salvado   | Nominado  | Salvado  | Cancelado |
| Felipe      |           |           |           | Salvado  | Cancelado |
| Ignacio     | Salvado   | Gana      | Salvado   | Salvado  | Cancelado |
| Ivana       | Salvada   | Salvada   | Salvada   | Salvada  | Cancelado |
| Javier      | Riesgo    | Salvado   | Salvado   | Nominado | Cancelado |
| Liandro     | Riesgo    | Salvado   | Salvado   | Salvado  | Cancelado |
| Luis        | Salvado   | Salvado   | Salvado   | Salvado  | Cancelado |
| María José  | Eliminada |           |           | Salvada  | Cancelado |
| Maricarmen  | Salvada   | Salvada   | Inmune    | Nominada | Cancelado |
| Muriel      | Salvada   | Salvada   | Salvada   | Salvada  | Cancelado |
| Pamela      |           |           |           | Salvada  | Cancelado |
| Patricio    |           |           |           | Salvado  | Cancelado |
| Ritha       | Salvada   | Gana      | Salvada   | Salvada  | Cancelado |
| Sebastián   | Salvado   | Nominado  | Salvado   | Salvado  | Cancelado |
| Josefa      | Salvada   | Riesgo    | Eliminada |          |           |
| Juan Felipe | Salvado   | Eliminado |           |          |           |
| Andrés      | Salvado   | Expulsado |           |          |           |

Notas
1. ↑  No hubo eliminación debido a que todos los participantes realizaron con éxito la actividad denominada el Show de Talento que se les había asignado y la producción decidió darles otra nueva oportunidad a todos para que sigan demostrando sus talentos.

     El participante sigue en competencia.
     El participante ganó la prueba Operación Talento o Misión Secreta a la que fue asignado.
     El participante corrió riesgo de ser eliminado, pero en última instancia fue salvado por dos de sus compañeros.
     El participante corrió riesgo de ser eliminado, pero en última instancia fue salvado por el público.
     El participante es nominado/a para abandonar la casa estudio por el jurado debido a su bajo rendimiento en el Desafío de Talento.
     El participante es nominado/a para abandonar la casa estudio debido a que no superó la prueba Operación Talento, Misión Secreta u otra a la que fue asignado.
     El participante es nominado/a para abandonar la casa estudio por convivencia en la ceremonia El Marcado.
     El participante es nominado/a para abandonar la casa estudio por agresión física a otro participante y por transgredir las reglas de producción.
     El participante obtiene la Inmunidad.
     El participante es nominado/a y posteriormente eliminado/a de la competencia.
     El participante es expulsado/a de la competencia.
     El día 7 de noviembre el reality fue cancelado debido al bajo índice de audiencia.

### Participantes en competencias anteriores
| Felipe Matamala | Competencia por un departamento de Yingo | 2009-2010 | Comodín      |
| Maricarmen Malo | Calle 7 (sexta temporada)                | 2011      | 7ª Eliminada |

## Nominación por convivencia:El marcado
| Semana:     | 1                  | 2                |
| ----------- | ------------------ | ---------------- |
| Inmunes:    | Sin inmune         | Maricarmen       |
| Bastián     | Josefa             | Camila           |
| Camila      | Maricarmen         | Erick            |
| Catalina    | Josefa             | Erick            |
| Claudia     | Maricarmen         | Erick            |
| Erick       | Josefa             | Claudia          |
| Felipe      |                    |                  |
| Ignacio     | Josefa             | Liandro          |
| Ivana       | Maricarmen         | Erick            |
| Javier      | Josefa             | Erick            |
| Liandro     | Maricarmen         | Luis             |
| Luis        | Maricarmen         | Liandro          |
| María José  |                    |                  |
| Maricarmen  | Josefa             | Claudia          |
| Muriel      | Josefa             | Erick            |
| Pamela      |                    |                  |
| Patricio    |                    |                  |
| Ritha       | Josefa             | Erick            |
| Sebastián   | Josefa             | Luis             |
| Josefa      | Maricarmen         | Erick            |
| Juan Felipe | Josefa             |                  |
| Andrés      |                    |                  |
| Nominado:   | Josefa 10/16 votos | Erick 8/15 votos |

## Competencia

### Misiones
| Participante/s              | Explicación | Resultado |
| --------------------------- | --- | --------- |
| Ritha Pino Bastián Valencia | Ritha y Bastián debieron elegir de entre Javier, Liandro o María José al primer eliminado, siendo estos los tres participantes menos votados por el público. María José fue la primera eliminada.                                                                         | Realizada |
| Juan Felipe Ulloa           | Entre los 17 participantes restantes uno es un infiltrado de producción, Juan Felipe tenía la misión de descubrirlo, si adivinaba tendría inmunidad por una semana y si no era el primer nominado. Juan Felipe fue nominado, al no descubrir que Andrés era el infiltrado | Perdida   |
| Todos                       | Todos los participantes compitieron en una maratón de juegos para poder conseguir más camas. Los participantes no lograron el objetivo. Seguirán con las camas que tienen hasta una nueva prueba.                                                                         | Perdida   |

### Operación Talento
| Participante       | Explicación | Resultado |
| ------------------ | --- | --------- |
| Ignacio Gallego    | Ignacio debía bailar flamenco cada vez que escuchaba una canción en la casa estudio. Si no lo hacía quedaba automáticamente nominado. | Ganada    |
| Ritha Pino         | Ritha debía desfilar cada vez que sonaba música en la casa estudio. Si no lo hacía quedaba automáticamente nominada.                  | Ganada    |
| Claudia Petrucelli | Claudia debía andar en patines todo el día en la casa estudio. Si no lo hacía quedaba automáticamente nominada.                       | Ganada    |

### Desafío de Talento
| Semana | Desafío | En riesgo                              | Nominado(s)      |
| ------ | --- | -------------------------------------- | ---------------- |
| 1      | Actuación: Todos los participantes fueron repartidos en parejas para poder recrear una escena romántica y así demostrar su talento.                                                                                      | Catalina Josefa Maricarmen             | Catalina         |
| 2      | Baile: Todos los participantes fueron repartidos en tríos para poder realizar la coreografía de la música Single Ladies de Beyoncé y así demostrar su talento.                                                           | Josefa Sebastián Maricarmen Luis Ritha | Josefa Sebastián |
| 3      | Canto: Todos los participantes fueron repartidos en dos grupos para poder cantar las músicas "A rodar mi vida" de Fito Páez y "Resistiré" del Dúo Dinámico y así demostrar su talento, fueron evaluados individualmente. | Sebastián Maricarmen Luis              | Sin nominado     |

Notas
1. ↑  Maricarmen no quedó nominada debido a que obtuvo la inmunidad.

### Misión Secreta
| Participante     | Explicación | Resultado |
| ---------------- | --- | --------- |
| Josefa Romero    | Josefa fue elegida para ejecutar "La Misión Secreta", debía mezclar la ropa de sus compañeros sin que estos la sorprendan. Si la descubrían quedaba automáticamente nominada. Josefa no fue descubierta.                             | Ganada    |
| Erick Calderón   | Erick fue elegido para ejecutar "La Misión Secreta", debía dirigir a sus compañeros para limpiar y ordenar la casa estudio sin que estos se den cuenta. Si lo descubrían quedaba automáticamente nominado. Erick no fue descubierto. | Ganada    |
| Bastián Valencia | Bastián fue elegido para ejecutar "La Misión Secreta", debía desordenar la casa estudio sin que sus compañeros se den cuenta. Si lo descubrían quedaba automáticamente nominado. Bastián quedó nominado, fue descubierto por Javier. | Perdida   |
| Ivana Llanos     | Ivana fue elegida para ejecutar "La Misión Secreta", debía parar el juego de entrevistas de Javier y meditar con el grupo. Si la descubrían quedaba automáticamente nominada. Claudia quedó nominada.                                | Ganada    |
| Javier Fernández | Javier fue elegido para ejecutar "La Misión Secreta", debía hacer enojar a sus compañeros sin que se den cuenta. Si lo descubrían quedaba automáticamente nominado. Javier quedó nominado.                                           | Perdida   |